# Открытие Фиджи
Расположенная в центральной части Тихого океана, география Фиджи сделала её перекрестком для миграций на протяжении многих веков.

## Меланезийские и полинезийские поселения
Считается, что австронезийские народы поселились на фиджийских островах около 3500 лет назад, а меланезийцы — примерно через тысячу лет после австронезийцев. Большинство учёных сходятся во мнении, что они появились в Юго-Восточной Азии и попали на фиджийские острова через Индонезию. Археологические данные показывают следы поселений на острове Мотурики 600 году до н. э. и, возможно, ещё в 900 году до н. э.
В 10 веке в регионе, где сейчас находится Тонга, была основана Тонганская империя, и Фиджи вошла в сферу её влияния. Тонганское влияние принесло на Фиджи полинезийские обычаи и язык. Империя начала приходить в упадок в 13 веке.
3 июля 2005 года газета Fiji Times сообщила, что недавние исследования, проведенные музеем Фиджи и Южнотихоокеанским университетом, показали, что скелеты, найденные в Буреве, близ Сингатоки, возрастом по меньшей мере 3000 лет, принадлежали первым поселенцам Фиджи, происшедшим из Южного Китая или Тайваня. Скелеты были отправлены в Японию для сборки и дальнейшего исследования. Обсидиан, который очень редко встречается в Океании, был обнаружен только в Папуа — Новой Гвинее, найден в Фиджи. По словам доктора Патрика Нанн, американского профессор океанологии и географии, люди покинули Южный Китай или Тайвань около 7000 лет назад, поселившись в Папуа — Новой Гвинее, а затем уже оказались в Фиджи. Археолог музея Фиджи Сепети Матарараба сказал, берег фиджийских островов был обитаем, потому что там было обнаружено большое количество керамики, охотничьих инструментов и древних украшений из раковин.
15 июля 2005 года сообщалось, что те же самые исследовательские группы обнаружили 16 скелетов в Буреве. Скелеты были найдены в слое нетронутой почвы, содержащей керамику около 550 года до нашей эры. Профессор Нанн сказал, что в настоящее время имеются многочисленные свидетельства того, что Бурева была первым человеческим поселением на архипелаге Фиджи, заселенным примерно с 1200 года до н. э. «Народ лапита был первым народом, прибывшим на Фиджи, Вануату, Новую Каледонию, Тонгу и Самоа. Эти люди оставили свидетельства своего существования, главным образом, своей искусно украшенной и изящно вылепленной керамикой.» — сказал Нанн. Он также сказал, что свидетельства указывают на Папуа — Новую Гвинею или Соломоновы Острова как на место, откуда пришли самые ранние фиджийцы, поскольку фрагменты керамики были типичными для раннего Лапитского периода в Папуа-Новой Гвинее и Соломоновых островах.
9 ноября 2005 года Нанн заявил, что чёрная обсидиановая порода, обнаруженная близ Натадолы на юго-западе Вити-Леву, возникла в обсидиановом руднике Кутау-Бао на полуострове Таласея на острове Новая Британия в Папуа-Новой Гвинее, примерно в 4500 километрах от него. Хотя Лапита и распространяются по всей западной части Тихого океана, на Фиджи они встречаются нечасто. Обсидиан, который показал признаки «работы», вероятно, прибыл вскоре после первоначального поселения Лапита в Буреве около 1150 года до н. э., сказал Нанн. Он предположил, что она хранилась поселенцами Лапиты как талисман, напоминание о том, откуда они пришли.
Телевидение Фиджи сообщило 20 марта 2006 года, что в Куку, в Наусори, была обнаружена древняя фиджийская деревня, которая, как полагают, была возведена где-то между 1250 и 1560 годами. Его сильно укрепленный боевой Форт содержал уникальные особенности, которых не было нигде на Фиджи. Археолог Сепети Матарараба из музея Фиджи выразил удивление некоторыми находками на этом месте, среди которых был железный топор, используемый белыми торговцами в обмен на фиджийские артефакты. Сообщалось, что в июле 2006 года местные деревни восстанавливают с целью открытия их для туристов.
Согласно устной традиции, коренные фиджийцы сегодня являются потомками вождя Лутунасобасобы и тех, кто прибыл с ним на каноэ Каунитони. Высадившись там, где сейчас находится Вуда, поселенцы двинулись вглубь страны, к горам Накаувадра. Хотя эта устная традиция не получила независимого подтверждения, фиджийское правительство официально поддерживает её, и сегодня многие племена утверждают, что они произошли от детей Лутунасобасобы.

## Европейские открытия (18 век)
Голландский мореплаватель Абель Тасман был первым известным европейским путешественником на Фиджи, посетившим Северный остров Вануа-Леву и архипелаг Северный Тавеуни в 1643 году. Британский мореплаватель Джеймс Кук посетил один из южных островов Лау в 1774 году. Однако эти острова были нанесены на карту лишь в 1789 году, когда Уильям Блай, потерпевший кораблекрушение капитан корабля HMS Bounty, прошел Овалау и проплыл между главными островами Вити-Леву и Вануа-Леву по пути в Батавию (Джакарту), на территории нынешней Индонезии. Пролив Блай-Уотер, пролив между двумя главными островами, назван в его честь, и в течение некоторого времени острова Фиджи были известны как «Острова Блая» (англ. Bligh Islands).
Первыми европейцами, поселившимися среди фиджийцев, были потерпевшие кораблекрушение моряки и беглые каторжники из австралийских исправительных колоний. В 1804 году открытие сандалового дерева на юго-западном побережье Вануа-Леву привело к увеличению числа и частоты посещений Фиджи западными торговыми судами. В первые несколько лет начался прилив сандалового дерева, но он прекратился, когда поставки упали между 1810 и 1814 годами. К 1820 году торговцы вернулись на острова за морским огурцом. В начале 1820-х годов Левука был основан как первый европейский город на Фиджи, на острове Овалау.